# 小菅久実
小菅 久実（こすが くみ）は、日本のイラストレーター。主にSFやファンタジー系小説の挿絵を手がける。

## イラスト・挿絵
- 樹かりん『彼のハートにおまじない♡』※ペパーミントゲームブック
- 岩本隆雄『ミドリノツキ』
- 森岡浩之『優しい煉獄』
- 森岡浩之『騒がしい死者の街』
- 森岡浩之『月と炎の戦記』
- 秋山完『吹け、南の風』1~3
- 酒見賢一『聖母の部隊』
- 牧野修『王の眠る丘』
- 映島巡『曠野の舞姫』
- 佐藤茂『DEKU 親愛なる来訪者』
- 草上仁『スター・ダックス』
- 木村初『予知夢を見る猫』
- 吉岡平『鉄の由来』
- 松浦秀昭『獣ハンター“エミ”』
- 西条公威『孕み猫』
- パット・マーフィー『ノービットの冒険』
- バリー・ヒューガート『鳥姫伝』（早川書房）
- バリー・ヒューガート『霊玉伝』
- バリー・ヒューガート『八妖伝』
- ロバート・アスプリン『ドラゴンズ・ワイルド』
- ナンシー・スプリンガー『炎の天使』
- ポール･Ｊ・マコーリイ『4000億の星の群れ』
- ジェイン・アン・クレンツ『緑の瞳のアマリリス』